# Gregers Fougner Lundh
Gregers Fougner Lundh, född den 15 maj 1786 i Fron (nuvarande Nord-Frons kommun) i Gudbrandsdalen, död genom olyckshändelse 11 juli 1836, var en norsk militär och historiker, far till Christoffer Anker Bergh Lundh och Otto Karl Klaudius Gregers Gregerssøn Lundh.
Fougner Lundh blev student 1806, inträdde 1807 i armén, utmärkte sig som fänrik vid Toverud den 19 april 1808 och befordrades 1812 till kapten vid generalstaben. År 1814 var han adjutant hos Kristian Fredrik. Efter konventionen i Moss (14 augusti 1814) tog han avsked ur krigstjänsten och blev byråchef vid ett av statsdepartementen. År 1815 blev han lektor och 1822 professor i teknologi, lanthushållning och nationalekonomi vid Kristiania universitet. 
Fougner Lundh var därjämte grundläggare av och föreståndare för universitetets urkundssamling. Under vistelsen i München 1829 upptäckte han en värdefull samling nordiska dokument från den tid, då Kristian II vistades i utlandet, den stora så kallade "Münchensamlingen". Denna hemförde han, och det var huvudsakligen hans förtjänst, att Norge fick behålla allra största delen av dess innehåll (nu i norska riksarkivet). 
Fougner Lundh var 1832 en bland stiftarna av Samfundet for det norske folks sprog og historie, till vars samlingar (6 band, 1833–39) han lämnade många värdefulla, bidrag. Han var en mångsidigt produktiv författare, men utarbetade inga större självständiga verk. Av hans planlagda norska "diplomatarium" utkom ett prov 1828, varjämte han utgav "Bergens gamle Bylov" (1829).